# Limosa fedoa
El picopando canelo (Limosa fedoa) es una especie de ave charadriforme de la familia Scolopacidae.
Los adultos tienen patas largas azul grisáceas y un pico rosado muy largo con una curva ligeramente ascendente y color negro en la punta. El largo cuello, pecho y vientre son de color marrón con líneas oscuras en el pecho y los flancos.
La espalda es oscura y manchada; ellos muestran las alas forradas color canela en el vuelo.
Sus crías habitan en las praderas del norte de Canadá occidental y en el centro y norte de las grandes planicies, Estados Unidos, cerca de los pantanos o lagunas. Estas aves anidan en el suelo con arbustos bajos generalmente.
En otoño ellos migran en bandadas a la costa de California, El Golfo de México y Sudamérica. 

## Alimentación
Estas aves se alimentan por sondas en las marismas, en los pantanos, o en la playa. En el pasto corto, estas aves pueden recoger insectos a simple vista. Ellos se alimentan principalmente de insectos y crustáceos; pero también comen algunas partes de las plantas acuáticas.
La cantidad de aves de esta especie fueron reducidos por la caza al final del siglo XIX; a pesar de que estas aves habían recobrado un poco de su población desde entonces, estos han disminuido en los últimos años ya que su hábitat adecuado está siendo utilizado en la agricultura.